# كيم سونغ-جونغ
كيم سونغ-جونغ (هانغل: 김성용) هو لاعب كرة قدم كوري شمالي في مركز الهجوم، ولد في 26 فبراير 1987 في طوكيو في اليابان. شارك مع منتخب كوريا الشمالية لكرة القدم. أما مع النوادي، فقد لعب مع ثيسباكوساتسو غونما ونادي بنغالورو ونادي كيوتو سانغا.

## وصلات خارجية
- كيم سونغ-جونغ على موقع الاتحاد الدولي (مؤرشف)  (الإنجليزية)
- كيم سونغ-جونغ على موقع رابطة كرة القدم اليابانية للمحترفين (اليابانية)
- كيم سونغ-جونغ على موقع قاعدة بيانات كرة القدم.إي يو (الإنجليزية)
- كيم سونغ-جونغ على موقع ناشيونال فوتبول تيمز (الإنجليزية)
- كيم سونغ-جونغ على موقع Soccerway.com (الإنجليزية)